# 柳川あかり
柳川 あかり（やながわ あかり、1990年5月12日 - ）は、日本のアニメプロデューサー。2022年10月までは東映アニメーション営業企画本部第一映像企画部第一映像企画室に所属していた。

## 概要
小学校の頃アメリカで暮らした経験を持つ。横浜雙葉小学校・中学校、慶應義塾女子高等学校を経て、2013年に慶應義塾大学経済学部を卒業。高校時代には博報堂による「若者研究所」の最初期のメンバーとして参加していた。また、慶應大在学時は同学内で行われたミスコンテスト「Beauty&Earth 2011」のファイナリストとなっている。
幼い頃はアメリカで暮らした関係でカートゥーンに親しみ、高校時代からアニメを趣味とするようになり、中でもアートアニメーションや日本の作品でも作家性の強い作品を好んで見ていた。そういった作品を広く売る、発信するにはと考え、アニメ制作会社の中で大手である東映アニメーションに新卒で入社。営業職を経て、企画職に転じ、2018年に『おしりたんてい』で初プロデュースを手がける。
2022年10月31日をもって東映アニメーションを退職。翌11月1日より別のエンターテインメント企業に勤務している。

## 作品

### テレビアニメ
- デジモンユニバース アプリモンスターズ（2016年 - 2017年、アシスタントプロデューサー）
- おしりたんてい（2018年 - 、プロデューサー）
- スター☆トゥインクルプリキュア（2019年 - 2020年、プロデューサー）
- ふしぎ駄菓子屋 銭天堂（2020年、プロデューサー）

### 映画
- 映画 スター☆トゥインクルプリキュア 星のうたに想いをこめて（2019年、企画協力）